# Municipio de Hillsboro (Illinois)
El municipio de Hillsboro (en inglés, Hillsboro Township) es un municipio del condado de Montgomery, Illinois, Estados Unidos. Tiene una población estimada, a mediados de 2021, de 6540 habitantes.

## Geografía
Está ubicado en las coordenadas 39°7′33″N 89°31′21″O / 39.12583, -89.52250 (39.125878, -89.522574). Según la Oficina del Censo de los Estados Unidos, el municipio tiene una superficie total de 93.8 km², de la cual 93.6 km² corresponden a tierra firme y 0.2 km² son agua.

## Demografía
Según el censo de 2020, en ese momento había 6563 personas residiendo en la zona. La densidad de población era de 70.1 hab./km². El 82.68 % de los habitantes eran blancos, el 10.99 % eran afroamericanos, el 0.21 % eran amerindios, el 0.41 % eran asiáticos, el 0.03 % eran isleños del Pacífico, el 2.33 % eran de otras razas y el 3.35 % eran de una mezcla de razas. Del total de la población, el 3.49 % eran hispanos o latinos de cualquier raza.